# Andechs
Andechs è un comune tedesco di 3 237 abitanti, situato nel Land della Baviera.

## Storia
Dal castello di Andechs prese il nome un'importante famiglia feudale tedesca, titolare di vasti possedimenti in Baviera, nel Tirolo e nella val Pusteria. 
Tra i suoi più illustri esponenti: Bertoldo III, che nel 1173 ebbe da Federico I Barbarossa il marchesato d'Istria, Bertoldo IV, che ottenne i ducati di Croazia e Dalmazia (Merania) e Ottone I, che ebbe il titolo di conte palatino di Borgogna.
La famiglia si estinse con la morte di Ottone II (1248).